# Сковородино (городское поселение)
Муниципальное образование город Сковородино — городское поселение в Сковородинском районе Амурской области.
Административный центр — город Сковородино.

## История
11 апреля 2005 года в соответствии с Законом Амурской области № 473-ОЗ образовано муниципальное образование «Город Сковородино» и наделено статусом городского поселения.

## Население
| 2010  | 2011  | 2012  | 2013  | 2014  | 2015  | 2016  |
| ----- | ----- | ----- | ----- | ----- | ----- | ----- |
| 9913  | ↘9888 | ↘9821 | ↗9831 | ↘9746 | ↘9596 | ↗9650 |
| 2017  | 2018  | 2019  | 2020  | 2021  |       |       |
| ↘9621 | ↘9563 | ↘9379 | ↘9280 | ↘7350 |       |       |

## Состав городского поселения
| № | Населённый пункт | Тип населённого пункта        | Население |
| - | ---------------- | ----------------------------- | --------- |
| 1 | Лесной           | посёлок                       | ↘293      |
| 2 | Сковородино      | город, административный центр | ↘6328     |